# Моста
Моста (на малтийски: Mosta) е град разположен в едноименната община във вътрешността на остров Малта. Районът има население от 20 241 жители.

## Описание и история
Съществува спор за произхода на името на града. Едно от твърденията поддържа тезата, че „Моста“ произхожда от арабския глагол tistor (крия, скривам) и по-точно от производното му прилагателно mistur (скрит). Имайки предвид, че през средновековието малтийският архипелаг е бил във владение на арабската династия на фатимидите в продължение на около един век. Освен това в миналото се е смятало че локацията на селището е достатъчно отдалечена от бреговете и по този начин е защитено, прикрито място от пиратските атаки. Други изследователи застават зад мнението, че произходът на името е от дума означаваща център или централен, също с арабски произход, позовавайки се на централното географско разположение на територията на острова.
Празникът на града е на 15 август – Успение на Пресвета Богородица. Отбелязва се с религиозно шествие и пищен фестивал с много фойерверки и е изключително популярен сред местните хора и туристите. В районът на Моста и околията се намират няколоко средновековни параклиса и църкви като: Santa Marija taz-Zejfi, Света Маргарита, Ta' l-Isperanza, Tal-Kuncizzjoni, Bidnija – Sagra Familja ta' Nazareth, San Anton Abati, San Andria. Главната забележителност на града е Ротондата Успение Богородично известна, като Ротондата на Моста.